# Heinrich Decker (Politiker)
Heinrich Decker (* 10. Mai 1867 in Haiern, heute zu Greifenstein; † 13. März 1956 in Dörnberg) war ein deutscher Landwirt und Abgeordneter des Nassauischen Kommunallandtags des preußischen Regierungsbezirks Wiesbaden.

## Leben
Heinrich Decker war der Sohn des Köhlers Johann Heinrich Decker (1887–1908) und dessen Ehefrau Christine Philipps (1828–1886). Nach dem Besuch der Volksschule absolvierte er eine kaufmännische Lehre in Herborn. In Korbach ließ er sich als Vertreter (Reisender) einer Limburger Tabakwarengroßhandlung nieder und eröffnete 1892 eine eigene Gemischtwarenhandlung mit eigener Landwirtschaft. Er betätigte sich politisch, setzte sich für die Agrargenossenschaften ein und wurde in den Jahren von 1923/1924 bis 1932 Mitglied des Kreisausschusses des Unterlahnkreises sowie stellvertretender Landrat. Ebenso war er Vorsitzender der Kreisbauernschaft Unterlahn.
In den Jahren von 1925 bis 1932 war er Mitglied des Nassauischen Kommunallandtages des preußischen Regierungsbezirks Wiesbaden. 1925 hatte er ein Mandat für die Deutsche Volkspartei, anschließend für die Arbeitsgemeinschaft Hessen und 
von 1930 bis 1932 für die Christlich-Nationale Bauern- und Landvolkpartei.